# Valle del Teno
Valle del Teno es una denominación de origen chilena para vinos procedentes de la zona vitícola homónima que se ajusten a los requisitos establecidos por el Decreto de Agricultura nº 464 de 14 de diciembre de 1994, que establece la zonificación vitícola del país y fija las normas para su utilización como denominaciones de origen.
El Valle del Teno se encuadra dentro de la subregión del Valle de Curicó y comprende las comunas de Teno, Romeral, Rauco y Hualañé de la provincia administrativa de Curicó, distinguiéndose dentro de él las áreas vitícolas de Rauco y Romeral.